# Olifante

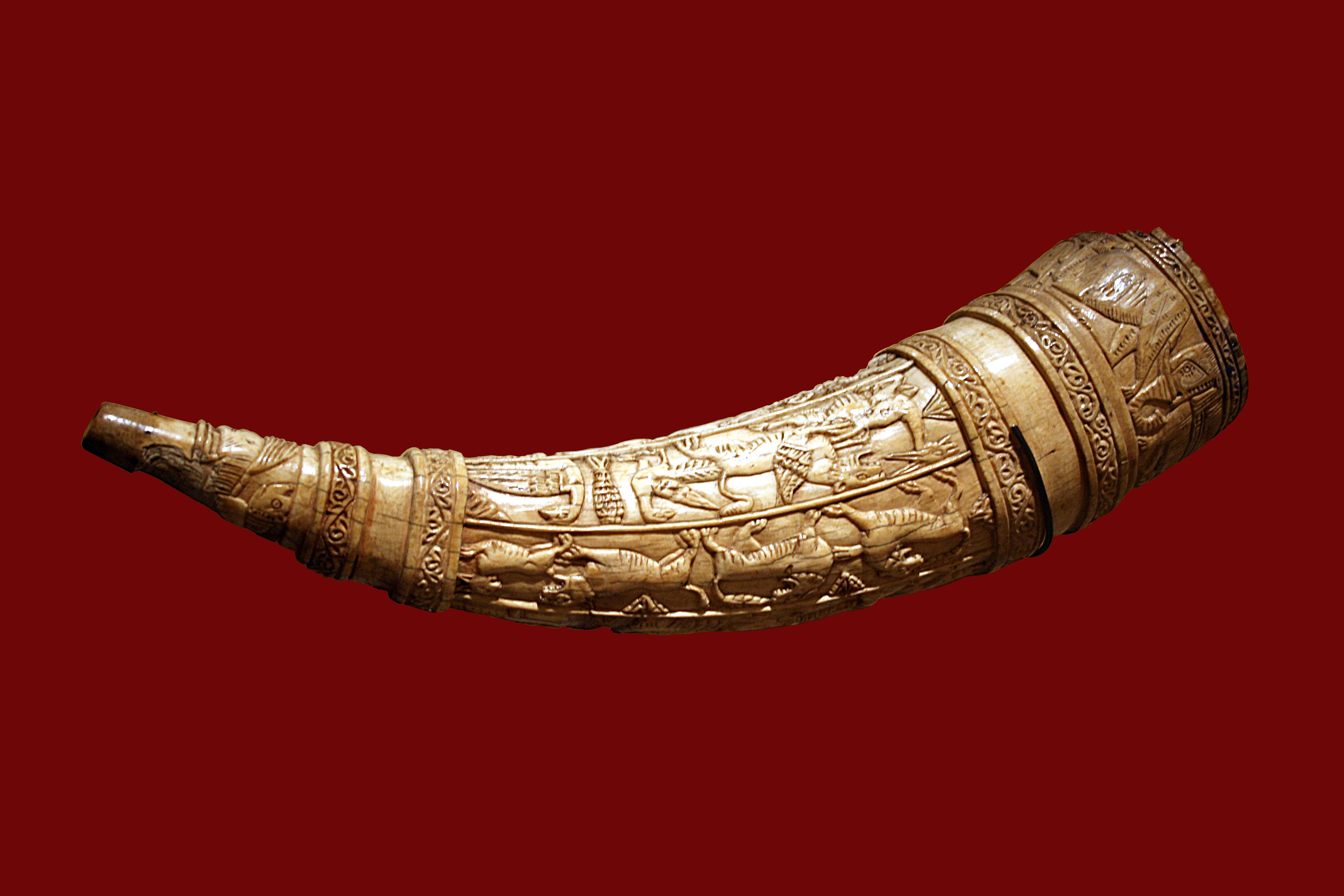
Olifante, Museu histórico do Exército, Paris

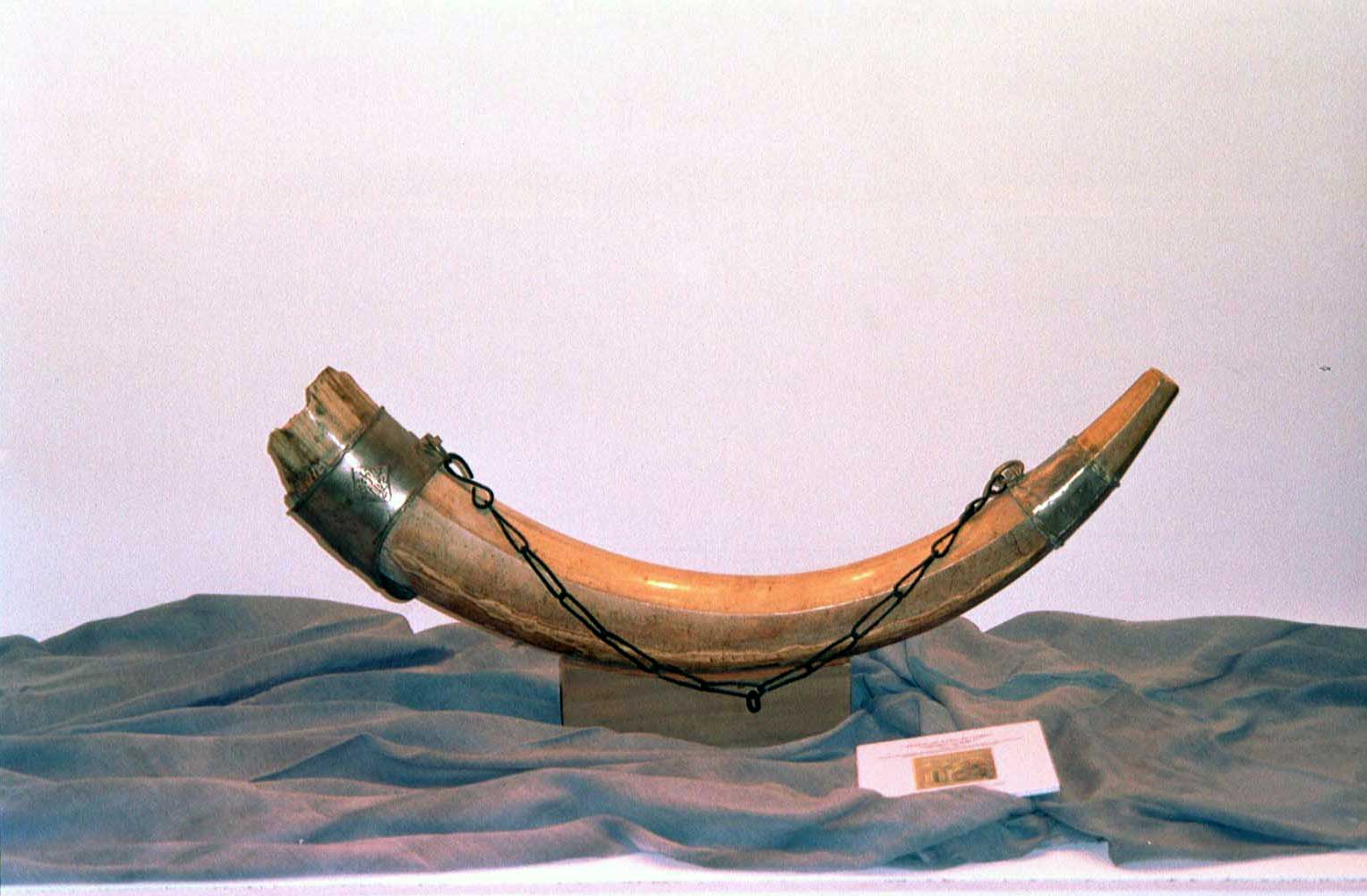
O famoso olifante de Rolando, hoje na Catedral de Santiago de Compostela

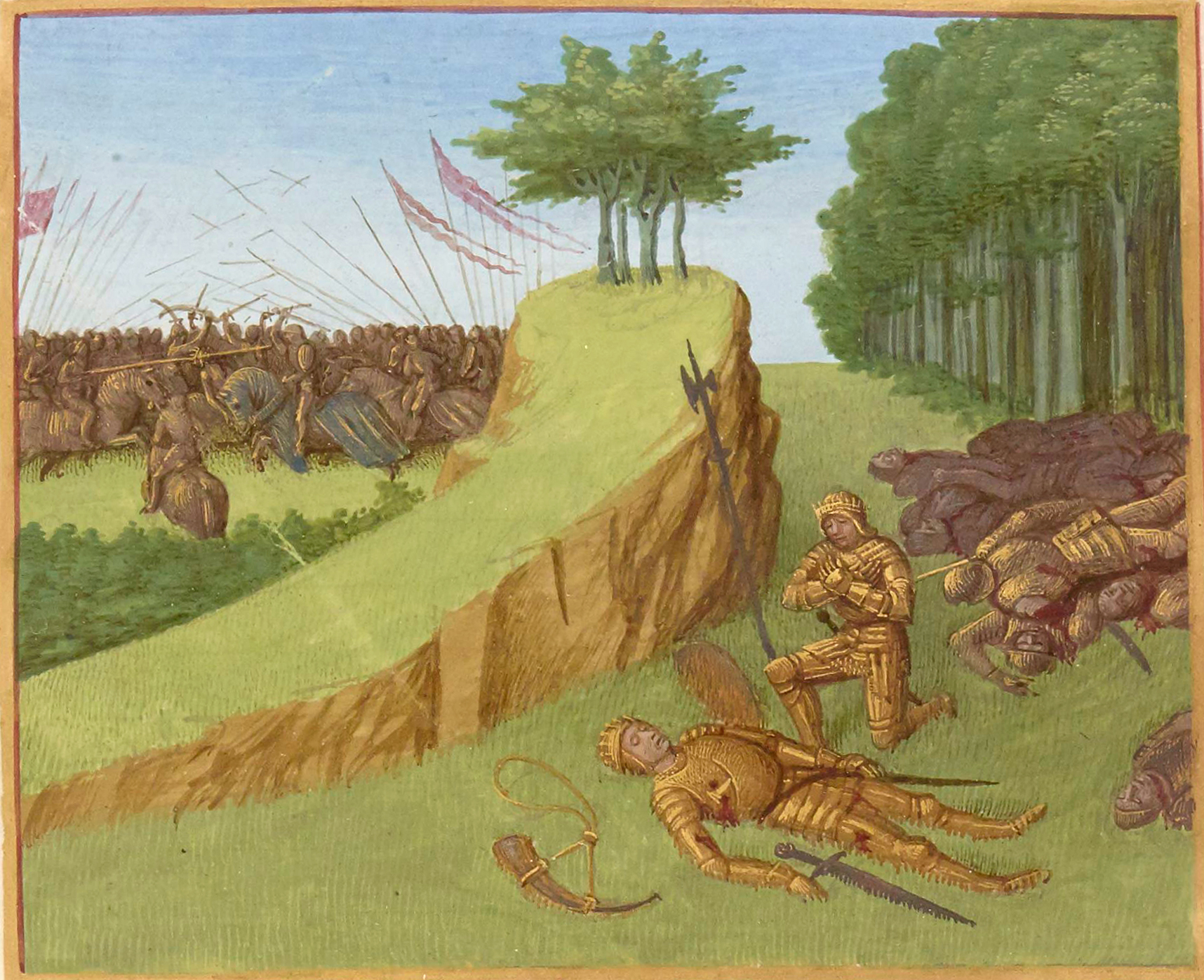
Esta miniatura de Jean Fouquet mostra Rolando morto com o olifante a seu lado

Olifante é um instrumento sonoro da Idade Média, uma espécie de corneta feita de marfim de elefantes, donde provém seu nome. Era usado no exército e em caçadas para emitir sinais e chamados sonoros simples, uma vez que não possui orifícios para produção de escalas. Usualmente eram levados em batalhas pelos comandantes, para reunir ou avisar as tropas, sendo um dos emblemas do comando. Podiam ser ricamente decorados com entalhes ou aplicações de adornos em metal. 
O olifante é citado na Canção de Rolando. Neste célebre poema, Rolando, um cavaleiro franco, leva consigo um olifante enquanto servia na retaguarda do exército de Carlos Magno. Quando foram atacados, na Batalha de Roncesvales, Oliver diz para Rolando soar o olifante para chamar por ajuda, mas o herói se nega a fazê-lo. Quando finalmente concorda, já é tarde demais, estando a batalha já quase perdida. Então ele tenta quebrar seu olifante e sua espada, para que não caíssem em mãos do inimigo.